# Наташа Танг
Наташа Танг (23 серпня 1992) — китайська плавчиня.
Учасниця Олімпійських Ігор 2012 року.
Призерка Азійських ігор 2009 року.